# 평방도
평방도는 입체각을 나타내는 단위 중 하나로, 공식 SI 유도 단위는 아니다. 영문명인 Square dregree는 공식 단위가 아닌 까닭에, 공식 한글명이 없다.
1°가 ⁠π/180⁠라디안 이듯, 도를 제곱한 1°2는 (⁠π/180⁠)2sr이다.

## 같이 보기
- 스테라디안
- 도(각도)
- 라디안
- 시지름